# Mozambiques demografi
Mozambiques demografi omfatter med sine største etniske grupper talrige undergrupper med forskellige sprog, dialekter og historie. Mange er knyttet til lignende etniske grupper, som lever i nabolandene. De nordcentrale provinser Zambezia og Nampula er de mest folkerige med næsten 45 % af befolkningen. De fire millioner makuaer er den dominerende gruppe i den nordlige del af landet, senaer og ndauer er flertal i Zambezi-dalen og shangaaner (tsonga) dominerer i det sydlige Mozambique. Andre grupper inkluderer makonder, yaoer, swahilier, tongaer, chopier, shonaer og ngunier (inkluderet zulu). Landet har også et mindre antal kaukasiere, hovedsageligt efterkommere af europæere og portugisere. Under det europæiske styre levede store minoriteter af portugisiske bosættere permanent i næsten alle dele af Mozambique, men de fleste af dem forlod regionen efter landets frihed i 1975. Der er også en mindre mestiço-minoritet, mennesker med en blanding af bantu og portugisisk ophav. De genværende kaukasiere i Mozambique kom fra Asien, og alle disse er indere (hovedsageligt fra Pakistan og portugisisk Indien) og arabere, hvor 7000 indbyggere er kinesere.

## Kultur
Til trods for indflydelse fra islamske handelsmænd og europæiske kolonister, har folket i Mozambique stort set beholdt en indfødt kultur baseret på landbrug. Mozambiques mest udviklede kunstformer har været træskulpturer som Makonde i nord er særlig kendt for, og dans. Middel- og overklassen fortsætter med at være tungt influeret af den portugisiske koloniale arv.

## Sprog
Portugisisk er det officielle og mest udbredte sprog i nationen, bantuerne snakker flere af deres egne forskellige sprog. Den mest udbredte af disse er swahili, makua, sena, ndau og shangaan, og disse har mange låneord fra portugisisk ophav. De fleste taler portugisisk som sekundært sprog og portugisere og mestiços har det som modersmål. Arabere, kinesere og indere taler deres egne sprog bortset fra portugisisk, som er deres sekundære sprog. De fleste uddannede mozambiquere taler engelsk, som er brugt på skoler og i forretninger som et andet eller tredjesprog.

## Religion
I kolonitiden var kristne missionærer aktive i Mozambique, og mange udenlandske gejstlige er fortsat i landet. Ifølge nationens folketælling, er 20 %–30 % af befolkningen kristne (med katolicisme som den største retning), 15 %–20 % er muslimer og resten holder på traditionel tro. Blandt de vigtigste protestantiske kirker er Igreja União Baptista de Moçambique, Assembleias de Deus, syvende dags adventskirken, den anglikanske kirke i Mozambique, Igreja do Evangelho Completo de Deus, Igreja Metodista Unida, Igreja Presbiteriana de Moçambique, Igreja de Cristo og Assembleia Evangélica de Deus.

## Uddannelse
Under det koloniale regime var uddannelsessmulighederne for sorte mozambiquere begrænset, og ved uafhængigheden i 1975 var over 90 % af befolkningen analfabeter. De fleste af dagens politiske ledere blev uddannet på missionsdrevne skoler. Efter uafhængigheden har regeringen haft høj prioritet på uddannelse, og andelen af analfabeter er sunket til mellem 50 og 55 %. Analfabetisme er betydeligt mere udbredt i landsbygder og blandt kvinder. I senere år har ingen bygning af skoler og uddannelse af lærere holdt følge med befolkningsøgningen. Kvaliteten på uddannelsen er gået på bekostning af den høje andel elever i klasserne (ofte 80-100 pr. klasse), men uddannelsessektoren er fortsat et stærkt prioriteret område for regeringen.
- Wikimedia Commons har flere filer relateret til Mozambiques demografi